# اسکاتی کرانمر
اسکاتی کرانمر (انگلیسی: Scotty Cranmer؛ زادهٔ ۱۱ ژانویهٔ ۱۹۸۷) دوچرخه‌سوار اهل ایالات متحده آمریکا است.